# Notiosorex
Notiosorex is een geslacht van zoogdieren uit de  familie van de spitsmuizen (Soricidae). De wetenschappelijke naam van het geslacht werd in 1877 gepubliceerd door Elliott Coues.

## Soorten
Er worden 6 soorten in dit geslacht geplaatst:
- Notiosorex carrawayae Camargo, Polly, Álvarez-Castañeda, & Stuhler, 2024
- Notiosorex cockrumi R. J. Baker, M. B. O'Neill, & McAliley, 2003
- Notiosorex crawfordi (Coues, 1877) – Grijze woestijnspitsmuis
- Notiosorex evotis (Coues, 1877)
- Notiosorex tataticuli Camargo & Álvarez-Castañeda, 2020
- Notiosorex villai Carraway & Timm, 2000